# کیم ته-وو (خواننده)
کیم تائه-وو (انگلیسی: Kim Tae-woo؛ زادهٔ ۱۲ مهٔ ۱۹۸۱) بازیگر و خواننده اهل کره جنوبی است.